# نانسن جی. سالری
نانسن جی. سالری ( انگلیسی: Nansen G. Saleri؛ زادهٔ ۹ اوت ۱۹۴۷) مدیر کارآفرین ارمنی‌تبار اهل ترکیه است که رئیس و مدیر عامل اجرایی Quantum Reservoir Impact می‌باشد. وی در فناوری‌های مدیریت مخازن و صنایع بالادستی تخصص دارد.

## زندگی‌نامه
وی در ۹ اوت ۱۹۴۷ در ترکیه به دنیا آمد و از کالج رابرت، دانشگاه بغازیچی و دانشکده مهندسی و علوم کاربردی دانشگاه ویرجینیا فارغ‌التحصیل گشت. وی همچنین برنده جوایزی همچون جایزه اس‌پی‌ئی جان فرانکلین کارل شد. وی متأهل صاحب دو پسر و یک دختر است و همراه همسرش مارینا در تگزاس زندگی می‌کند. وی یک برادر به نام آلن سالریان (Alen Salerian) دارد که روان‌پزشک می‌باشد.